# Handels- und Gewerbekammer (Württemberg)
Handels- und Gewerbekammer war im Königreich Württemberg die Bezeichnung für die Vorgängerin der Handwerks- und Handelskammern.

## Geschichte
Im Königreich Württemberg wurden mit der königlichen Verordnung, betreffend die Einrichtung von Handels- und Gewerbekammern vom 19. September 1854, Handels- und Gewerbekammern eingerichtet.
Die Mitglieder der Kammern wurden durch königliche Ernennung berufen und hatten eine Amtszeit von sechs Jahren. Alle drei Jahre wurde die Hälfte von ihnen neu bestimmt. Aufgabe war die Mitwirkung des Handelsstandes an der Verwaltung und die Möglichkeit, Verbesserungsvorschläge an die Regierung richten zu können.
Am 16. April 1855 entstand so die Handels- und Gewerbekammer Stuttgart, am 18. September 1855 die Handels- und Gewerbekammer Ulm, Heilbronn und Reutlingen. Neben den namensgebenden Städten waren die Kammern auch für andere gewerbereiche Städte zuständig. Vorläufig ab 1856 und definitiv durch Verfügung vom 14. Mai 1858 wurden alle Oberämter den Bezirken der Kammern zugeteilt.
Mit der königlichen Verordnung, betreffend die Wahl der Mitglieder der Handels- und Gewerbekammern vom 19. September 1854, wurde die Selbstverwaltung der Wirtschaft eingeführt. Die Mitglieder wurden nun gewählt. Gewählt wurde auf Ebene des Oberamtes in den drei Gruppen der Fabrikanten, Kaufleute und Handwerker.
Durch Ministerial-Verfügung vom 17. März 1866 wurden vier neue Kammern (Calw, Heidenheim, Ravensburg und Rottweil) eingerichtet.
Mit dem Handelskammergesetz vom 30. Juli 1899 wurden die Handwerkskammern aus den Handels- und Gewerbekammer ausgegliedert. Die Handels- und Gewerbekammern wurden entsprechend in Handelskammern und später in Industrie- und Handelskammern umbenannt.